# Société des Aquafortistes belges
La Société des Aquafortistes belges est, de 1886 à 1914, une association d'artistes belges pratiquant l'eau-forte.

## Historique
La Société des Aquafortistes belges est créée le 28 juin 1886 à Bruxelles, sous la présidence d'honneur de la comtesse de Flandre, grâce à l'initiative d'Emile de Munck. La commission administrative originelle comprend Camille Van Camp (président), Jean-Baptiste Meunier (vice-président), Maurice Benoidt, avocat (secrétaire et trésorier) et Fernand Khnopff. La commission forme le jury d'admission, auquel se joignent Ernest Slingeneyer et Henri Van der Hecht. Victor Vleminckx (1891-1893), Théodore Hippert, conseiller à la Cour d'appel de Bruxelles (1894-1901), Louis Titz et Omer Coppens (à partir de 1909) deviennent successivement présidents. Lors du 25e anniversaire de la société, le roi Albert accorde le statut de « société royale » en 1911. La société disparaît du paysage artistique belge en 1914.

## Albums
Les artistes qui contribuent aux albums comprenant quinze gravures paraissant annuellement à partir de 1888, jusqu'en 1913, sont considérés comme des « membres effectifs », les abonnés comme des membres honoraires. Le choix des gravures publiées est effectué par un jury d'admission, organisateur d'un concours Les artistes les plus renommés illustrant les albums sont James Ensor, Théo van Rysselberghe, Fernand Khnopff, Henri Cassiers, Rodolphe Wytsman, Eugène Laermans et Ramah. En 1908, dans un esprit d'ouverture, la société décide d'étendre la qualité de membre effectif à tout aquafortiste se présentant à la commission administrative de la société. Leur nombre s'élève, dès lors, à 90 artistes, soit presque tous les aquafortistes de Belgique. 
Les autres membres effectifs comptent notamment :
Pierre Abattucci, Albert Baertsoen, Léon Bartholomé, Richard Baseleer, Charles Théodore Bernier, Henry Bodart,  Louis Cambier, Julien Célos, Omer Coppens, Eugène Cosyns, Paul Craps, Louise Danse, Jules De Bruycker, Raymond de la Haye, Alfred Delaunois, Albert Delstanche, Paul Dom, Auguste Donnay, Alfred Duriau, Franz Gailliard, Albert Geudens, Louis Goffin, Jules Guiette, Armand Heins, Eugène Laermans, Maurice Langaskens, Eugène Lucq, François Maréchal, Henri Meunier, Victor Mignot, Jules Postel, Frans Proost, Armand Rassenfosse, Henry Rul, Jakob Smits, Louis Titz, Walter Vaes et Elisabeth Wesmael.

## Salons
La Société organise des salons au Cercle artistique et littéraire de Bruxelles. En 1893, le comte et la comtesse de Flandre inaugurent le salon, où la comtesse a envoyé plusieurs eaux-fortes. Le caractère international de l'exposition est assuré par la présence d'artistes européens originaires de Grande-Bretagne, France, Allemagne, Autriche-Hongrie, Espagne et pays scandinaves. Le salon de 1901 accueille des artistes étrangers tels les français Albert Besnard, Pierre Georges Jeanniot, Louis Legrand, le britannique David Young Cameron, l'américaine Mary Cassatt et l'allemand Heinrich Vogeler.
Lors du salon de 1906, plusieurs artistes exposent des eaux-fortes en couleurs dans une tendance moderniste reproduisant les toiles d'artistes célèbres et non leurs compositions originales. Les artistes belges sont notamment représentés par Albert Baertsoen (Dégel à Gand), Léon Bartholomé, Victor Gilsoul (À Dixmude), Léon Huygens (Intérieur de chapelle) ou encore Victor Mignot. Cette exposition présente également un panorama européen d'aquafortistes. 

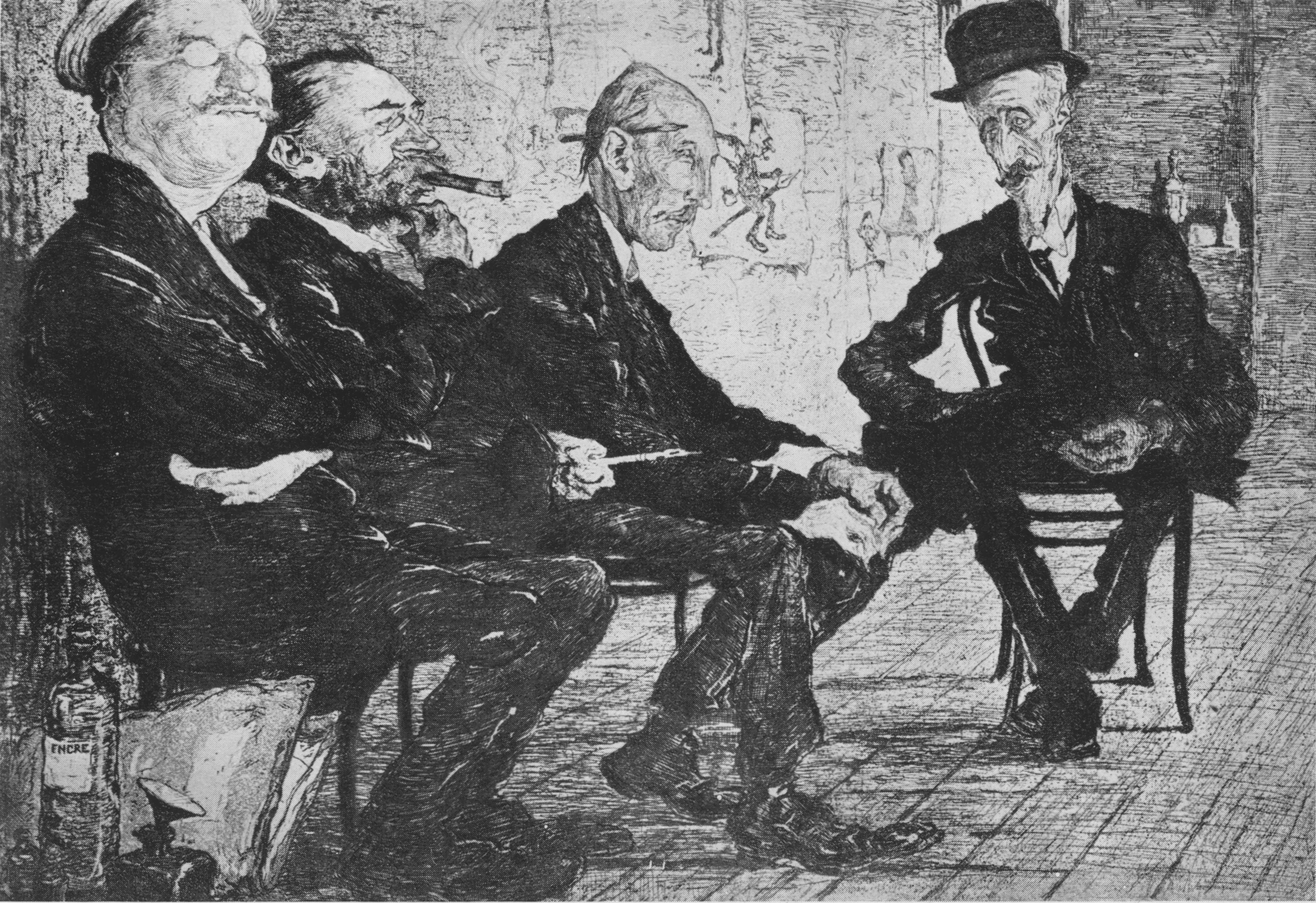
Les Journalistes gantois par Jules De Bruycker (1907), exposé au salon de 1911.

Lors du salon de 1911, le critique Sander Pierron décrit l'exposition comme nombreuse et diverse. Chacun des membres y est représenté par des travaux significatifs. Les uns et les autres jouent un rôle plus ou moins prépondérant dans l'école de gravure à l'eau-forte. Certains respectent les traditions et n'adoptent qu'avec une grande prudence les modes nouveaux ; tandis que d'autres bouleversent les règles admises, œuvrent selon une liberté intransigeante, ouvrant les voies à des expressions plus véhémentes, franchissant les lisières et préparant les règles prochaines. Parmi le groupe traditionnel, figurent Auguste Danse, Louis Greuze et Louis Lenain. Aux antipodes de leur art sévère et attentif, il y a l'art emballé, impressionniste, indépendant de James Ensor, si primesautier dans ses petites traductions rurales, pleines de charme et d'espace, et dont la Plaine flamande est si vaste de pittoresque et d'émotion. Au même salon, Jules De Bruycker expose Les Journalistes gantois que Sander Pierron juge comme l'œuvre d'un âpre visionnaire, d'une incisive et inflexible psychologie.